# Goudoula
Goudoula est un village de la région de Şəki en Azerbaïdjan.

## Géographie
Le village de Goudoula de la région de Şəki est situé dans la circonscription administrative du village de Goudoula.

## Économie
La principale occupation de la population du village est l'élevage et l'agriculture.

## Population
Selon les statistiques de 2009, la population du village est de 911 personnes.